# Manoir de l'Église
Le manoir de l'Église appelé aussi villa la Palette est un édifice situé sur la commune de Varengeville, en Seine-Maritime, en France. Il fait l'objet d'une inscription au titre des monuments historiques depuis 2008.

## Localisation
L'édifice est situé Chemin de l'Église.

## Historique
Le manoir est daté du deuxième quart du XXe siècle. Le jardin est créé à partir de 1925.
Le monument est inscrit comme monument historique depuis le 3 décembre 2008.

## Description
L'édifice est de style néo-normand.